# Polyphagoidea
Polyphagoidea är en överfamilj av kackerlackor. Polyphagoidea ingår i ordningen kackerlackor, klassen egentliga insekter, fylumet leddjur och riket djur. Enligt Catalogue of Life omfattar överfamiljen Polyphagoidea 245 arter. 
Kladogram enligt Catalogue of Life:
| Polyphagoidea | \| \| Nocticolidae \| \| \| \| \| \| Polyphagidae \| \| \| \| |
|               | \| \| Nocticolidae \| \| \| \| \| \| Polyphagidae \| \| \| \| |
|               | jättekackerlackor                                             |
|               |                                                               |
|               | Blaberoidea                                                   |
|               |                                                               |
|               | småkackerlackor                                               |
|               |                                                               |
|               | storkackerlackor                                              |
|               |                                                               |
|               | Cryptocercidae                                                |
|               |                                                               |
|               | Nocticolidae                                                  |
|               |                                                               |
|               | Polyphagidae                                                  |
|               |                                                               |

|  | Nocticolidae |
|  |              |
|  | Polyphagidae |
|  |              |